# Guglielmo Nasi
Pour les articles homonymes, voir Nasi.
Guglielmo Ciro Nasi (né le 21 février 1879 à Civitavecchia, dans la province de Rome, dans le Latium et mort le 21 septembre 1971 à Modène) est un général italien du Regio Esercito (armée royale italienne) au cours de la Seconde Guerre mondiale. Il combat en Afrique orientale italienne.

## Biographie
Il est né à Civitavecchia le 21 février 1879. Après s'être engagé dans le Regio Esercito (armée royale), il entre à l'Académie royale militaire de Modène, dont il sort avec le grade de sous-lieutenant (sottotenente), affecté à l'artillerie. En 1905, il est promu lieutenant (tenente), et en 1912, il est envoyé en Libye avec le grade de capitaine (capitano) au sein du 8e régiment d'artillerie.
L'année suivante, il se distingue dans la bataille de Saf (1er juillet) et reçoit la médaille d'argent de la valeur militaire. Après l'entrée en guerre de l'Italie, le 24 mai 1915, il se distingue dans l'artillerie, en particulier au cours de l'année 1917, et à la fin du conflit, il est décoré de trois autres médailles d'argent de la valeur militaire, et a atteint le grade de lieutenant-colonel (tenente colonnello).
En 1924, il prend le commandement du 3e régiment d'artillerie, et l'année suivante, il est nommé attaché militaire à Paris', où il reste trois ans, jusqu'en 1928. Cette année-là, il retourne dans sa patrie et est ensuite envoyé dans les colonies africaines en tant que chef d'état-major des troupes coloniales. Il occupe le poste de vice-gouverneur de la Cyrénaïque italienne de 1934 à 1935.

### En Afrique orientale italienne
Après le début de la guerre d'Éthiopie, Nasi est engagé sur le front sud à la tête de la 1re division d'infanterie "Libia", sous le commandement du général (generale) Rodolfo Graziani. Là, il met ses troupes en conflit avec les troupes éthiopiennes sous le commandement de Wehib Pasha, un général turc au service de l'empereur éthiopien. Wehib tente d'attirer l'armée italienne dans un piège en la poussant le plus loin possible dans le désert de l'Ogaden. Mais dans le processus, les unités italiennes sous le commandement de Nasi et du général Navarra ont échoué, infligeant de lourdes pertes aux Abyssins et mettant en danger la survie même de l'armée de Wehib Pasha.
À la fin de la campagne d'Éthiopie, il est nommé gouverneur de Harar, poste qu'il occupe de 1936 à 1939, date à laquelle il prend le poste de gouverneur de Scioa, qu'il occupe jusqu'en 1940 (cumulant également ce poste avec celui de vice-gouverneur de l'Afrique orientale italienne (Africa Orientale Italiana ou AOI). Sa politique gouvernementale se caractérise par une forte action moralisatrice dans l'administration civile et militaire. Il s'est également révélé être un diplomate habile dans la gestion des relations avec les différentes tribus indigènes, alternant entre l'usage de la force et la négociation.
Il soutient également le vice-roi Amédée II dans sa collaboration avec les notables, y compris les dissidents, et dans son approche des populations éthiopiennes. Avec l'entrée en guerre de l'Italie le 10 juin 1940, il est également nommé commandant en chef des forces armées de l'Afrique orientale italienne. Dans ce rôle, il a personnellement organisé et dirigé la conquête du Somaliland britannique avec des troupes Askari. Cependant, durant la contre-offensive britannique, il est obligé de battre en retraite.

### Bataille de Gondar
Le dernier bastion de l'Afrique orientale italienne est entièrement capturé par les Britanniques à Gondar (Éthiopie) en novembre 1941. Au cours des mois précédents, l'équilibre des forces dans la Corne de l'Afrique a changé de manière décisive, obligeant les forces italiennes à adopter une position défensive. Nasi, laissé complètement isolé, a mené la bataille de Gondar. Le 27 novembre 1941, la dernière attaque britannique commence, dirigée immédiatement sur l'aérodrome d'Azozo. Au matin, Azozo est tombé et les troupes britanniques ont atteint le château de Fasilades.
À 14h30, le général Guglielmo Nasi envoie sa dernière dépêche en Italie: "La brigade de réserve, lancée sur le front sud, n'a pas pu contenir l'attaque. L'ennemi a déjà franchi la barrière et des véhicules blindés ont pénétré dans la ville. Je considère que tout moyen de résistance supplémentaire est épuisé et j'envoie les députés". Peu après, le commandement italien à Gondar, situé dans la Banque d'Italie, est pris d'assaut et contraint à la reddition. Le 30 novembre, les Italiens déposent les armes dans les dernières garnisons restantes. Guglielmo Nasi fut le dernier commandant italien à se rendre en Afrique orientale italienne le 28 novembre 1941. Fait prisonnier, il est envoyé dans un camp de prisonniers au Kenya avec le duc Amédée II, et lorsque ce dernier meurt, Nasi prend le commandement des quelque 60 000 prisonniers de guerre italiens.
Après l'armistice du 8 septembre 1943 (Armistice de Cassibile) avec les Alliés de la Seconde Guerre mondiale, il se range du côté du gouvernement du maréchal d'Italie Pietro Badoglio. Il n'a été autorisé à retourner en Italie qu'en novembre 1945 pour comparaître devant la Haute Cour de justice et se défendre contre la plainte déposée contre lui par le Haut Commissaire aux sanctions contre le fascisme. Acquitté la même année, il est nommé en 1949 "commissaire spécial pour la transition" en Somalie entre l'administration britannique sortante et la nouvelle administration fiduciaire italienne de la Somalie.
À la suite des protestations du gouvernement éthiopien, exprimées directement par l'empereur Haile Selassie au gouvernement italien et reprises par la gauche au parlement italien, le Conseil des ministres a décidé de révoquer sa nomination et de supprimer le poste de commissaire spécial. Les protestations éthiopiennes étaient liées au fait que son nom figurait parmi les criminels de guerre dénoncés par le gouvernement éthiopien aux Nations unies.
Il est décédé à Modène le 21 septembre 1971.

## Crimes de guerre
Bien que Nasi ait été inscrit sur la liste des criminels de guerre par le gouvernement éthiopien d'après-guerre, l'historien italien Angelo Del Boca, habituellement très sévère dans son jugement du comportement de l'armée italienne dans les colonies, le considère comme le meilleur officier du Regio Esercito en Afrique orientale. Solomon Getahun soutient ce point de vue sur Nasi, notant que son comportement envers les habitants de Gondar et des territoires adjacents l'a aidé à soutenir le combat contre les forces britanniques et éthiopiennes.

## Décorations
- Chevalier de l'Ordre militaire de Savoie - 19 septembre 1918
 - Officier de l'Ordre militaire de Savoie - 26 juin 1924
 - Commandeur de l'Ordre militaire de Savoie - 1er juillet 1937
 - Grand officier de l'Ordre militaire de Savoie - 31 juillet 1939
 - Médaille d'argent de la valeur militaire
-«Il a fait preuve d'une grande énergie et d'un grand courage dans la conduite de ses pièces lors des combats à Saf Saf. Saf Saf, 1er juillet 1913».
 - Médaille d'argent de la valeur militaire
-«Au cours des actions qui ont conduit à l'occupation de la tête du Val Travenanzes, il a contribué efficacement au succès des opérations en effectuant, avec une ténacité, une intelligence et une audace admirables, une série de reconnaissances dangereuses, dont les résultats ont servi de données de base essentielles pour les mouvements et l'emploi le plus approprié des batteries. Val Costeana, mai-octobre 1916».
 - Médaille d'argent de la valeur militaire
-«Avec calme et audace, il s'est entièrement acquitté de la tâche ardue  [sic], bien que l'observatoire et les batteries aient été soumis au feu précis et violent du gros calibre ennemi, donnant une preuve lumineuse de courage et d'un sens élevé du devoir. Castagnevizza, 12-24 mai 1917».
 - Médaille d'argent de la valeur militaire
-«Exemple constant de constance et de courage, chargé d'une reconnaissance sur la ligne des petits postes pour vérifier la position atteinte par les unités les plus avancées et leur dislocation, et surpris par un furieux bombardement ennemi, a résolument rempli sa mission, faisant preuve d'une constance et d'une ténacité admirables. Pod Koriti, 19 - 24 août 1917».
 - Croix du Mérite de la guerre
 - Grand Officier de l'Ordre colonial de l'Étoile d'Italie - Arrêté royal du 19 avril 1934
 - Chevalier de  Grand-croix de l'Ordre colonial de l'Étoile d'Italie
 - Grand Officier de l'Ordre des Saints-Maurice-et-Lazare - Arrêté royal du 16 janvier 1939
 - Grand Officier de l'Ordre de la Couronne d'Italie
 - Grand Officier de l'Ordre du Mérite de la République italienne - 2 juin 1953
 - Chevalier de l'Ordre de Vittorio Veneto
 - Promotion pour mérite de guerre (jusqu'à l'officier général)
-«Nasi Guglielmo, Général de Brigade. - Pour l'action forte et sage du commandement dans les opérations qui ont conduit à la conquête de l'Ogaden et de l'Harrarino.» - Arrêté royal 6-7-1936-XIV
 - Promotion pour mérite de guerre (jusqu'à l'officier général)
-«Nasi Guglielmo, Lieutenant Général. - Commandant des troupes et gouverneur du territoire de Harar, il a montré d'éminentes vertus de chef et d'animateur. Avec des qualités d'organisation exceptionnelles, il a tracé et réalisé, sur le territoire qui lui a été confié, des voies sûres et des objectifs brillants pour l'avenir et la grandeur de l'Empire.» - Arrêté royal 31-7-1938-XIV
 - Médaille du Mérite mauricienne de carrière militaire (10 années)
 - Médaille du mérite militaire pour long commandement (10 années)
 - Médaille commémorative les opérations militaires en Afrique de l'Est (rôles de combattant)
 - Médaille commémorative de la guerre italo-turque 1911-1912
 - Médaille commémorative de la guerre italo-autrichienne 1915-1918 (4 années de campagne)
 - Médaille commémorative de l'Unité italienne
 - Médaille italienne de la Victoire interalliée